# Die Rückkehr des Drachen
Die Rückkehr des Drachen ist der dritte von vierzehn Romanen (in der deutschen Erstausgabe sind es 37) in der High-Fantasy-Saga Das Rad der Zeit des US-amerikanischen Autors Robert Jordan. Er wurde erstmals 1991 als The Dragon Reborn veröffentlicht. Auf Deutsch ist der Roman in zwei Teilen, Der wiedergeborene Drache und Die Straße des Speers, in der Übersetzung durch Uwe Luserke 1994 bei Heyne erschienen. Eine Gesamtübersetzung unter dem Titel Die Rückkehr des Drachen erschien 2005 bei Piper.

## Handlung
Rand al'Thor, der sich auf Drängen der Aes Sedai Moiraine Damodred am Ende des letzten Bandes zum Wiedergeborenen Drachen erklärt hat, geht heimlich zum Stein von Tear, um herauszufinden, ob er wirklich der Wiedergeborene Drache ist. Denn nur dieser kann das dort befindliche Schwert-Sa'angreal (ein besonderes magisches Artefakt) Callandor nutzen. Unterwegs wird er von Schattenhunden und Schattenfreunden gejagt. Nachdem er sich alleine heimlich auf den Weg gemacht hat, folgen Moiraine, Lan und Perrin ihm stetig. Rand hinterlässt auf seiner Spur ein reihenweise Hochzeiten und seltsame Ereignisse, was durch sein Dasein als Ta'veren bedingt wird, da Ta'veren die Wahrscheinlichkeiten von Ereignissen beeinflussen. Perrin begegnet während der Reise einem gefangenen Aiel-Krieger (die Aiel sind ein Volk, dass in der Wüste lebt) in einem Käfig. Er befreit ihn und schließt Freundschaft mit Gaul, einem Steinhund (ein Shae'en M'taal, einer Kriegergemeinschaft der Aiel), der Perrin auf seinen Reisen begleiten wird. Dieses Ereignis wird von einer Jägerin des Horns, Zarine „Faile“ Bashere, bezeugt, die sich ebenfalls der Gruppe anschließt.
Min erstattet dem Amyrlin-Sitz, der Anführerin der Aes Sedai, Bericht, während Moiraine, Lan, der Ogier Loial und Perrin Rand folgen. Unterwegs nehmen sie Zarine Bashere in die Gruppe auf, bekämpfen Schattenhunde und entdecken, dass der Verlorene Sammael in Illian herrscht.
Mat Cauthon wird von Verin Mathwin, Nynaeve al'Meara, Egwene al'Vere, Elayne Trakand und Hurin nach Tar Valon gebracht. Der Amyrlin-Sitz, Siuan Sanche, beauftragt Nynaeve, Egwene und später Elayne damit, die Schwarze Ajah in Tear zu jagen. Zu diesem Zeitpunkt lernt der Leser die Schwarze Ajah als geheime „dunkle“ Gruppierung innerhalb der Aes Sedai kennen. Die Aes Sedai sind in insgesamt sieben Gruppierungen (Ajahs) organisiert, denen jeweils eine bestimmte Aufgabe zufällt und die durch eine Farbe charakterisiert werden. Die sieben Ajahs tragen die Farben blau (Gerechtigkeit & Erkundung), grau (Diplomatie), weiß (Logik), gelb (Heilen), rot (Umgang mit männlichen Aes Sedai), grün (Kampf/Verteidigung) und braun (Wissenssammlung & -verwaltung). Die schwarze Ajah ist eine Untergrundgruppierung von Schattenfreunden unter den Aes Sedai, dessen Existenz lange geleugnet wurde.
In der Weißen Burg wird Mat durch die Verwendung eines sa'angreal von Aes Sedai von dem verderblichen Einfluss des Rubindolchs aus Shadar Logoth befreit. Nachdem er geheilt wurde, besiegt Mat Galad Damodred und Gawyn Trakand in einem Übungsschwertkampf mit einem Kampfstab. Dies bringt ihm genug Geld ein, um in Tar Valon um Geld zu spielen und sich eine Passage fort aus Tar Valon zu kaufen. Vor seiner Abreise wird er von Nynaeve, Egwene und Elayne angesprochen, um deren Mutter Königin Morgase von Andor einen Brief zu überbringen. Mat trifft sich wieder mit Thom Merrilin und sie reisen zusammen nach Andor, wo Mat den Brief überbringt und von einem Komplott von Königin Morgases Geliebtem Lord Gaebril erfährt Elayne zu ermorden. Um diesen Mord zu verhindern, verfolgt Mat die Mörder zum Stein von Tear (einer Festung in der Großstadt Tear).
In Tear werden Nynaeve, Egwene und Elayne von Juilin Sandar (unter dem Einfluss von Liandrin Sedai) an die Schwarze Ajah verraten und im Stein von Tear gefangen gehalten, von wo sie von Mat und einem reuigen Juilin gerettet werden. Faile tappt in eine für Moiraine bestimmte Falle und Perrin riskiert sein Leben, um sie zu retten. Rand und der Verlorene Be'lal duellieren sich im Stein von Tear, bis Moiraine Be'lal durch die Anwendung von Baalsfeuer tötet. Der vermeintliche Ba'alzamon schaltet Moiraine aus und greift Rand an, woraufhin Rand Callandor (ein mächtigeres sa'angreal) nimmt und den Körper Ba'alzamon tötet; aber Moiraine behauptet, dass der Dunkle König, der keinen greifbaren Körper hat, nicht durch den Toten repräsentiert werden kann. Egwene erinnert sich an eine Prophezeiung und folgert stattdessen, dass es sich bei der Leiche möglicherweise um Ishamael, den mächtigsten Verlorenen, handelt. Die Aiel in Tear erobern den als uneinnehmbar geltenden Stein aus Treue zu Rand.

## Trivia
Unter den Büchern von Das Rad der Zeit war Die Rückkehr des Drachen zu dieser Zeit einzigartig, da es nur eine Handvoll Kapitel hatte, die aus Rand al'Thors Standpunkt geschrieben waren. Stattdessen werden fast alle Kapitel aus der Perspektive seiner Freunde und Verbündeten erzählt, die versuchen, ihn einzuholen und ihm zu helfen. Das ist ungewöhnlich: Rand ist der Protagonist der Serie und als Wiedergeborener Drache die Titelfigur dieses Buches. Obwohl nur wenige Kapitel aus seiner Sicht erzählt werden, ist seine Präsenz in der Handlung allgegenwärtig; alle Hauptfiguren des Buches versuchen ihm direkt oder indirekt zu helfen oder arbeiten gegen ihn.

## Ausgaben
- The Great Hunt. Tor, 1990, ISBN 0-8125-0048-2.
  - Der wiedergeborene Drache. Heyne, 1994, ISBN 3-453-07262-6.
  - Die Straße des Speers. Heyne, 1994, ISBN 3-453-07799-7.
  - Gesamtübersetzung: Die Jagd beginnt. Piper, 2005, ISBN 3-492-70083-7.